# 半月線

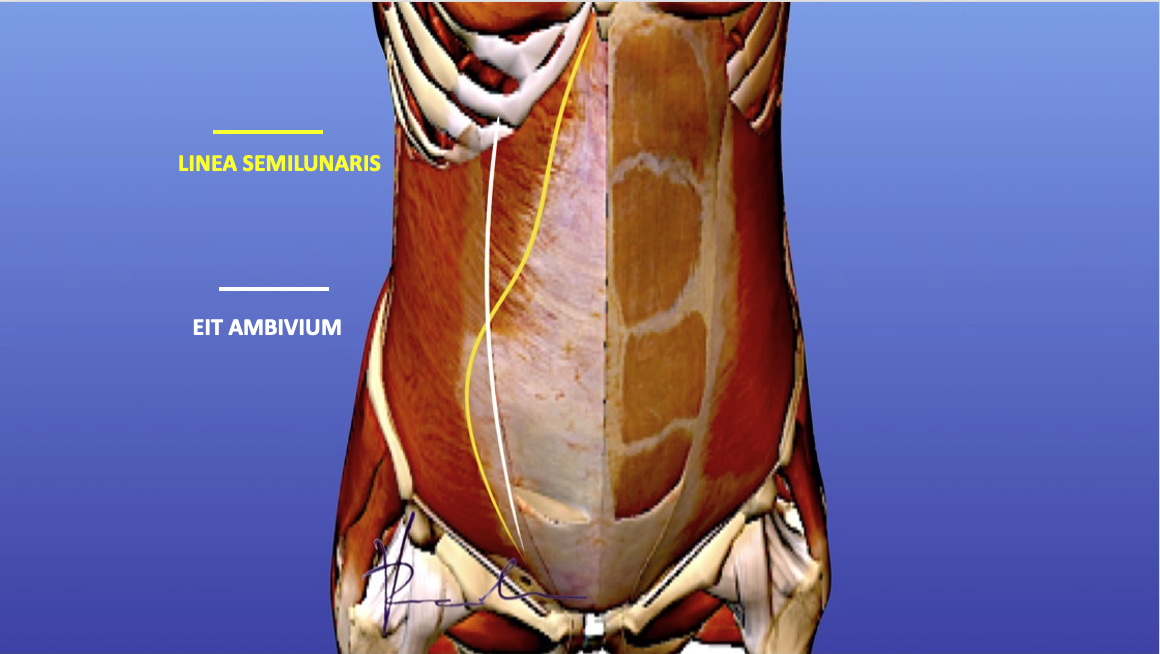
EIT Ambivium（白線）と半月線（黄線）

半月線（はんげつせん）は、腹部の腹横筋の筋肉から腱膜への移行部分である。アドリアン・ヴァン・デン・シュピーゲル（1578 - 1625）によって初めて報告された。 腹直筋鞘の外側縁が、しばしば半月線として誤って記述されるが、区別する必要がある。 腹直筋鞘の外側縁は、前腹壁のこの重要な部分をより正確に記述するために、最近報告されたEIT ambiviumの一部である。 EIT amviviumは外腹斜筋（Musculus Obliquus Externus: MOE）、内腹斜筋（Musculus Obliquus Internus: MOI）、腹横筋（Transversus Abdominis: TA）によって構成される。 
外側の筋肉と内側のコンパートメントの相互関係を理解することは、外科的解剖を理解するために最も重要である。

## 臨床的意義
PCS法（posterior component separation）やeTEP法（enhanced Totally Extra Peritoneal）など、腹壁ヘルニアの術式を安全に実施し、合併症を回避するために、EIT amviviumの解剖学的構造を徹底的に理解することが重要である。

## 画像

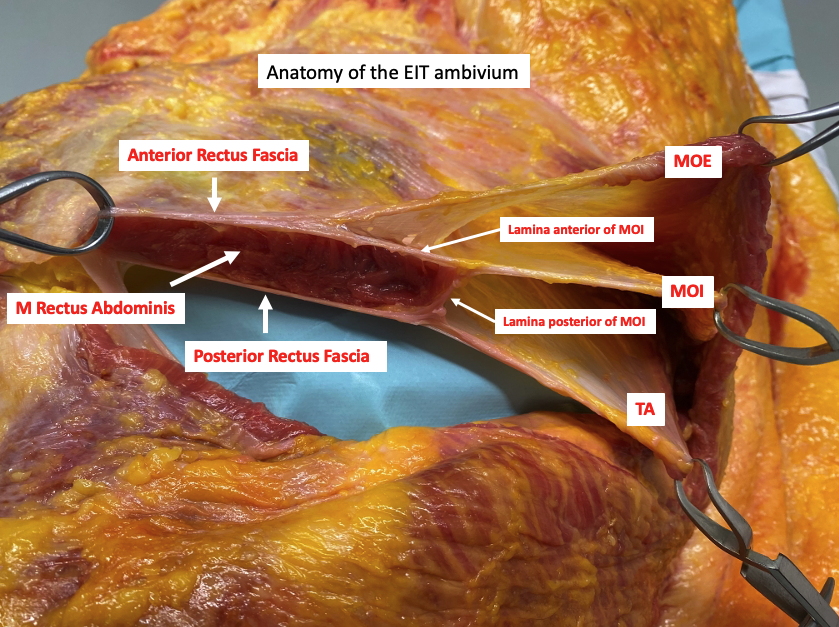
EIT ambiviumの解剖